# Kněževes (district de Blansko)
Pour les articles homonymes, voir Kněževes.
Kněževes (en allemand : Knezowes, également : Knieschewes) est une commune du district de Blansko, dans la région de Moravie-du-Sud, en République tchèque. Sa population s'élevait à 170 habitants en 2020.

## Géographie
Kněževes se trouve à 4 km au nord d'Olešnice , à 30 km au nord-ouest de Blansko, à 46 km au nord-nord-est de Brno et à 153 km à l'est-sud-est de Prague.
La commune est limitée par Svojanov au nord, par Bohuňov, Horní Poříčí et Prostřední Poříčí à l'est, par Křetín et Ústup au sud, et par Olešnice et Trpín à l'ouest.

## Histoire
La première mention écrite de la localité date de 1416.